# Paranormal Activity (Filmreihe)
Paranormal Activity ist eine Reihe von Found Footage-Horrorfilmen, die aus inzwischen sieben Filmen besteht, sie begann mit dem Film Paranormal Activity aus dem Jahr 2007.

## Überblick
| Veröffentlichung (Deutschland) | Filmtitel                             | Regie                        | Drehbuch                                                       | Geschichte                                       | Produktion                               |
| ------------------------------ | ------------------------------------- | ---------------------------- | -------------------------------------------------------------- | ------------------------------------------------ | ---------------------------------------- |
| 19. Nov. 2009                  | Paranormal Activity                   | Oren Peli                    | Oren Peli                                                      | Oren Peli                                        | Jason Blum & Oren Peli                   |
| 4. Nov. 2010                   | Paranormal Activity 2                 | Tod Williams                 | Michael R. Perry, Christopher Landon & Tom Pabst               | Michael R. Perry                                 | Jason Blum & Oren Peli                   |
| 3. Nov. 2011                   | Paranormal Activity 3                 | Henry Joost & Ariel Schulman | Christopher Landon                                             | Christopher Landon                               | Jason Blum, Oren Peli & Steven Schneider |
| 18. Okt. 2012                  | Paranormal Activity 4                 | Henry Joost & Ariel Schulman | Christopher Landon                                             | Chad Feehan                                      | Jason Blum & Oren Peli                   |
| 2. Jan. 2014                   | Paranormal Activity: Die Gezeichneten | Christopher Landon           | Christopher Landon                                             | Christopher Landon                               | Jason Blum & Oren Peli                   |
| 22. Okt. 2015                  | Paranormal Activity: Ghost Dimension  | Gregory Plotkin              | Jason Pagan, Andrew Deutschman, Adam Robitel & Gavin Heffernan | Brantley Aufill, Jason Pagan & Andrew Deutschman | Jason Blum & Oren Peli                   |
| 3. März 2022                   | Paranormal Activity: Next of Kin      | William Eubank               | Christopher Landon                                             | Christopher Landon                               | Jason Blum & Oren Peli                   |

## Besetzung und Synchronisation
| Rolle                   | Film                | Film                                                           | Film                               | Film                                       | Film                            | Film                | Film        | Synchronisation |
| Rolle                   | Paranormal Activity | Paranormal Activity 2                                          | Paranormal Activity 3              | Paranormal Activity 4                      | Die Gezeichneten                | Ghost Dimension     | Next of Kin | Synchronisation |
| ----------------------- | ------------------- | -------------------------------------------------------------- | ---------------------------------- | ------------------------------------------ | ------------------------------- | ------------------- | ----------- | --------------- |
| Katie                   | Katie Featherston   | Katie Featherston                                              | Katie FeatherstonChloe Csengery    | Katie Featherston                          | Katie FeatherstonChloe Csengery | Chloe Csengery      |             |                 |
| Micah                   | Micah Sloat         | Micah Sloat                                                    |                                    |                                            | Micah Sloat                     |                     |             |                 |
| Dr. Friedrichs          | Mark Fredrichs      |                                                                |                                    |                                            |                                 |                     |             |                 |
| Amber                   | Amber Armstrong     |                                                                |                                    |                                            |                                 |                     |             |                 |
| Kristi Rey              | Erwähnt             | Sprague Grayden                                                | Sprague GraydenJessica Tyler Brown | Archiv                                     | Jessica Tyler Brown             | Jessica Tyler Brown |             |                 |
| Daniel Rey              |                     | Brian Boland                                                   | Brian Boland                       | Archiv                                     |                                 |                     |             |                 |
| Ali Rey                 |                     | Molly Ephraim                                                  |                                    |                                            | Molly Ephraim                   |                     |             |                 |
| Hunter Rey Wyatt Nelson |                     | Jackson Xenia Prieto (Säugling)William Juan Prieto (Kleinkind) |                                    | Aiden LovekampWilliam Juan Prieto (Archiv) |                                 | Aiden Lovekamp      |             |                 |
| Martine                 |                     | Vivis Cortez                                                   |                                    |                                            |                                 | Archiv              |             |                 |
| Dennis                  |                     |                                                                | Chris Smith                        |                                            |                                 | Archiv              |             |                 |
| Julie Featherston       | Erwähnt             |                                                                | Lauren Bittner                     |                                            | Fotos                           | Erwähnt             |             |                 |
| Lois Featherston        |                     |                                                                | Hallie Foote                       |                                            | Fotos                           | Cameo               |             |                 |

## Rezeption

### Einspielergebnisse
Die Filmreihe war ein kommerzieller Erfolg und steht aktuell in der Liste der erfolgreichsten Horrorfilmreihen auf dem 8. Platz. Paranormal Activity und Paranormal Activity 3 belegen sogar einen Platz in der Liste der erfolgreichsten Horrorfilme (Stand: 3. Mai 2023).
| Film                                  | Einspielergebnisse in US-Dollar | Einspielergebnisse in US-Dollar | Einspielergebnisse in US-Dollar | Budget           |
| Film                                  | Nordamerika                     | Deutschland                     | Weltweit                        | Budget           |
| ------------------------------------- | ------------------------------- | ------------------------------- | ------------------------------- | ---------------- |
| Paranormal Activity                   | 107.918.810                     | 2.483.779                       | 193.355.800                     | 15.000           |
| Paranormal Activity 2                 | 84.752.907                      | 4.108.761                       | 177.512.032                     | 3 Millionen      |
| Paranormal Activity 3                 | 104.028.807                     | 8.044.089                       | 207.039.844                     | 5 Millionen      |
| Paranormal Activity 4                 | 53.885.000                      | 7.818.789                       | 142.802.657                     | 5 Millionen      |
| Paranormal Activity: Die Gezeichneten | 32.462.372                      | 5.614.725                       | 90.894.962                      | 5 Millionen      |
| Paranormal Activity: Ghost Dimension  | 18.300.124                      | 6.172.295                       | 78.903.124                      | 10 Millionen     |
| Gesamt:                               | 401.348.020                     | 34.242.438                      | 890.508.419                     | 28,015 Millionen |

### Kritiken
Stand: 7. Oktober 2023
| Film                                  | Rotten Tomatoes     | Metacritic       | IMDb                      |
| ------------------------------------- | ------------------- | ---------------- | ------------------------- |
| Paranormal Activity                   | 83 % (210 Kritiken) | 68 (24 Kritiken) | 6,3 (250.702 Bewertungen) |
| Paranormal Activity 2                 | 57 % (137 Kritiken) | 53 (23 Kritiken) | 5,7 (108.138 Bewertungen) |
| Paranormal Activity 3                 | 66 % (126 Kritiken) | 59 (25 Kritiken) | 5,8 (98.321 Bewertungen)0 |
| Paranormal Activity 4                 | 23 % (113 Kritiken) | 40 (22 Kritiken) | 4,6 (69.124 Bewertungen)0 |
| Paranormal Activity: Die Gezeichneten | 39 % (84 Kritiken)  | 42 (19 Kritiken) | 5,0 (44.671 Bewertungen)0 |
| Paranormal Activity: Ghost Dimension  | 15 % (75 Kritiken)  | 30 (13 Kritiken) | 4,6 (29.888 Bewertungen)0 |
| Paranormal Activity: Next of Kin      | 30 % (47 Kritiken)  | 37 (13 Kritiken) | 5,2 (15.414 Bewertungen)0 |

## Andere Medien

### Digitaler Comic
Im Dezember 2009 wurde ein kurzer digitaler Comic mit dem Titel Paranormal Activity: The Search for Katie für das iPhone veröffentlicht. Er wurde von Scott Lobdell geschrieben und von Mark Badger gezeichnet.

### Videospiele
Ein von Ogmento entwickeltes Augmented-Reality-Spiel namens Paranormal Activity: Sanctuary wurde 2011 veröffentlicht. Dieses Handyspiel war das erste ortsbasierte Augmented-Reality-Spiel, das jemals produziert wurde und kombinierte visionsbasierte AR mit benutzergenerierten Inhalten und geosozialen Elementen.
Ein Videospiel namens Paranormal Activity: The Lost Soul wurde am 15. August 2017 für Microsoft Windows und die PlayStation 4 veröffentlicht. Das Spiel wurde für VR entwickelt und nutzte PlayStation VR für die PS4 sowie Oculus Rift und HTC Vive für Windows, VR war zum Spielen jedoch nicht erforderlich.
Das Spiel wurde bei den 16. jährlichen Game Audio Network Guild Awards als „Bestes Sounddesign für ein Indie-Spiel“ nominiert.

### Dokumentarfilm
Ein Dokumentarfilm über die Entstehung der Filme mit dem Titel Unknown Dimension: The Story of Paranormal Activity wurde am 29. Oktober 2021 veröffentlicht.